# 模態代數
在代數和邏輯中，模態代數是代數結構 {\displaystyle \langle A,\land ,\lor ,-,0,1,\Box \rangle } 使得
- {\displaystyle \langle A,\land ,\lor ,-,0,1\rangle } 是布爾代數，
- {\displaystyle \Box } 是在 A 上的一元運算，對於所有 A 中的 x, y 滿足 {\displaystyle \Box 1=1} 和 {\displaystyle \Box (x\land y)=\Box x\land \Box y} 。

模態代數提供了命題模態邏輯的模型，以和布爾代數是經典邏輯的模型相同的方式。特別是，所有模態代數的簇是在抽象代數邏輯意義下的模態邏輯 K 的等價代數語義，并且它的子簇們的格對偶同構於正規模態邏輯的格。
Stone布爾代數表示定理可以推廣為 Jónsson–Tarski對偶性，它確保了每個模態代數可以表示為在模態一般框架內可容納的集合們的代數。

## 引用
A. Chagrov and M. Zakharyaschev, Modal Logic, Oxford Logic Guides vol. 35, Oxford University Press, 1997. ISBN 0-19-853779-4